# Квак (рід)
Квак (Nycticorax) — рід птахів родини чаплевих (Ardeidae). Включає 7 видів, з них два сучасних види, чотири види вимерли в історичний період, а один вид відомий лише за викопними рештками.

## Види
- Квак (Nycticorax nycticorax)
- Квак каледонський (Nycticorax caledonicus)
- †Квак родригійський (Nycticorax megacephalus)
- †Квак реюньйонський (Nycticorax duboisi)
- †Квак маврикійський (Nycticorax mauritianus)
- †Квак вознесенський (Nycticorax olsoni)
- †Nycticorax kalavikai